# 最后的晚餐

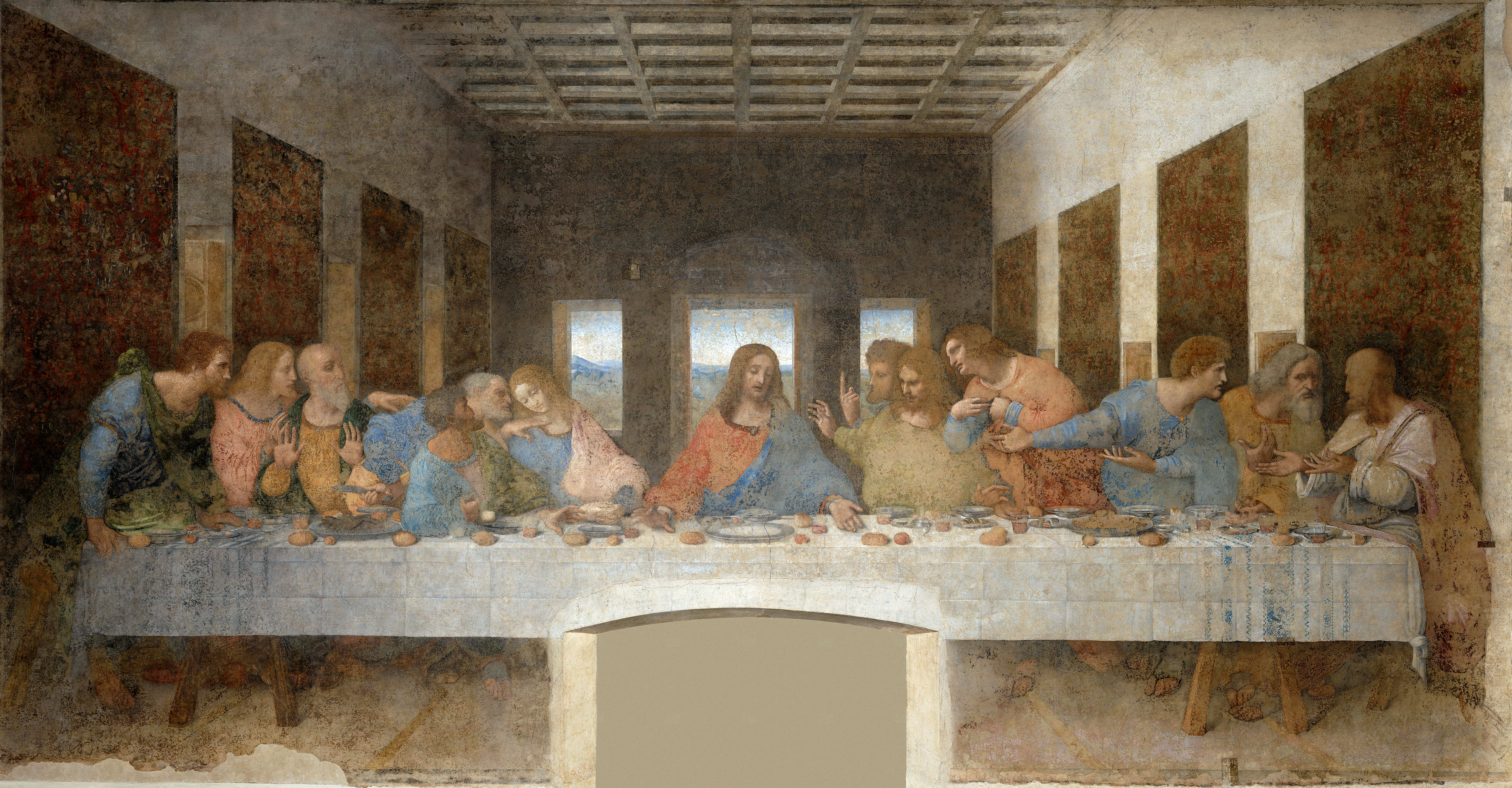
《最后的晚餐》是列奥纳多·达芬奇於1495-1498年作於意大利米蘭恩宠圣母多明我会院食堂

最後的晚餐，通常指耶穌被捕及被釘十字架前，與他的十二使徒共進的晚餐，又稱為主的晚餐，一般認為在馬可福音作者約翰·馬可家中的樓房（马可楼）舉行。許多文藝作品以此為題材，其中最為著名的是列奥纳多·达芬奇的同名畫作。
根據使徒保羅在《哥林多前書》第11章第23至26節（《哥林多前書》第11章第23节至第26节参）所作的描述，在最後的晚餐的過程中，提到吃麵包和喝葡萄汁是紀念耶穌，形容這是「體制的聖體」（參見濯足節）。

## 绘画作品

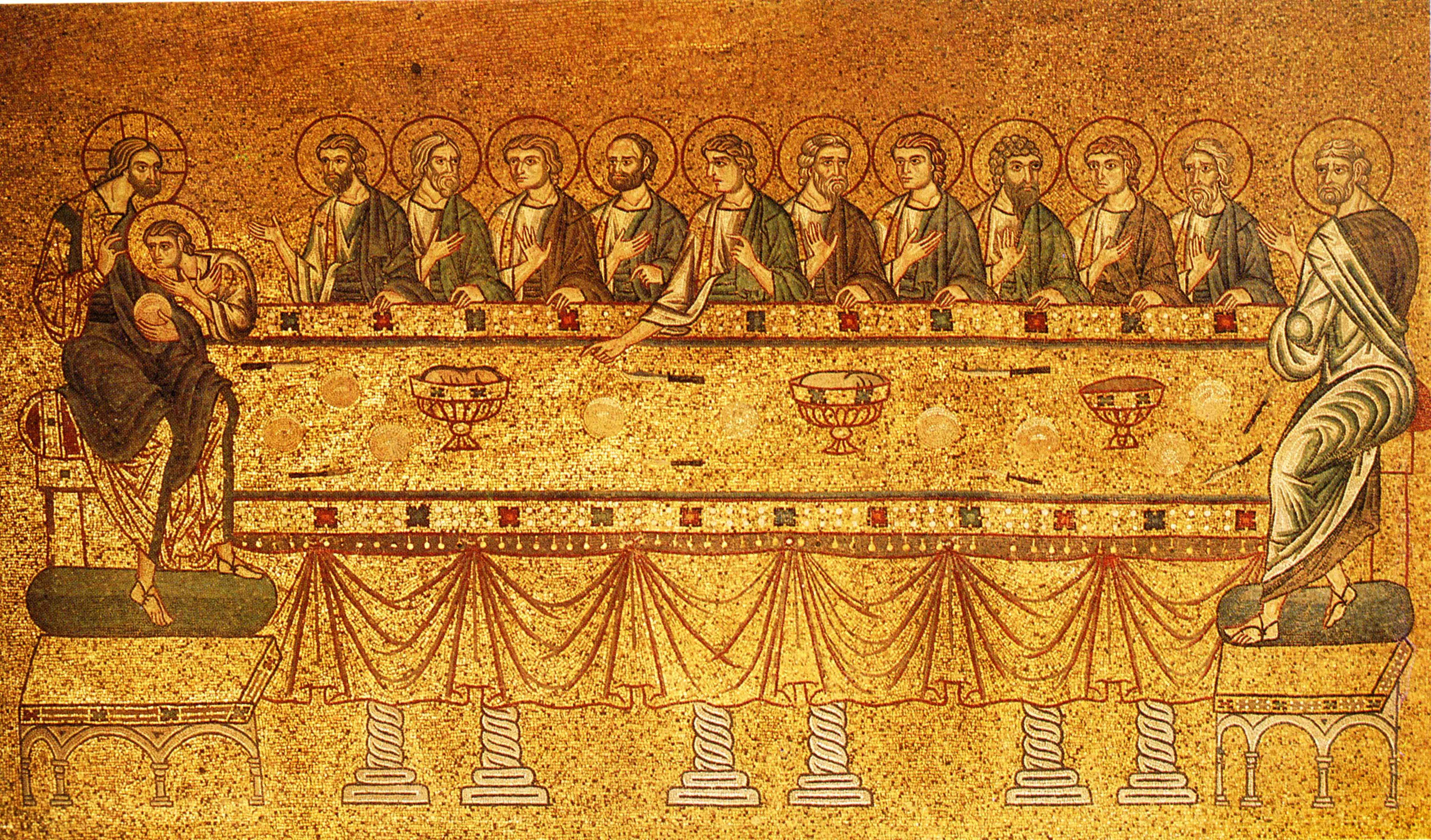
是13世纪作品。(現存於威尼斯聖馬爾谷聖殿宗主教座堂)
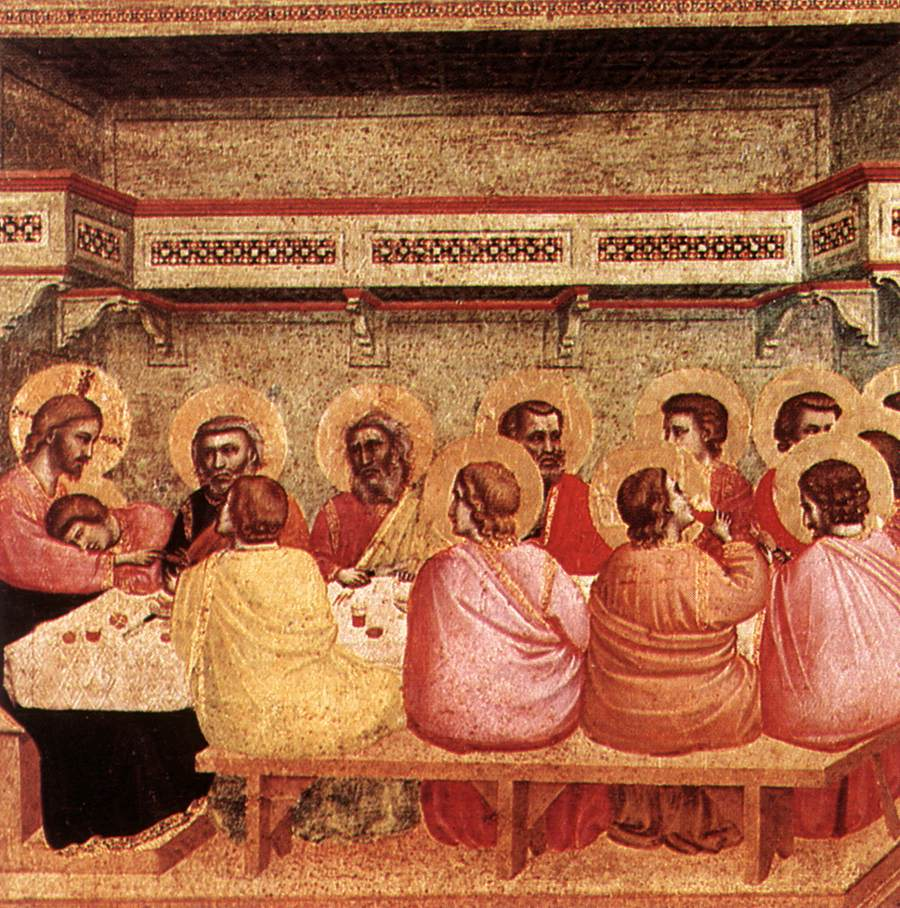
是喬托於1306年作品。(參見基督的一生 (喬托)（英语：Life of Christ (Giotto)）, 現存於德国慕尼黑老绘画陈列馆)
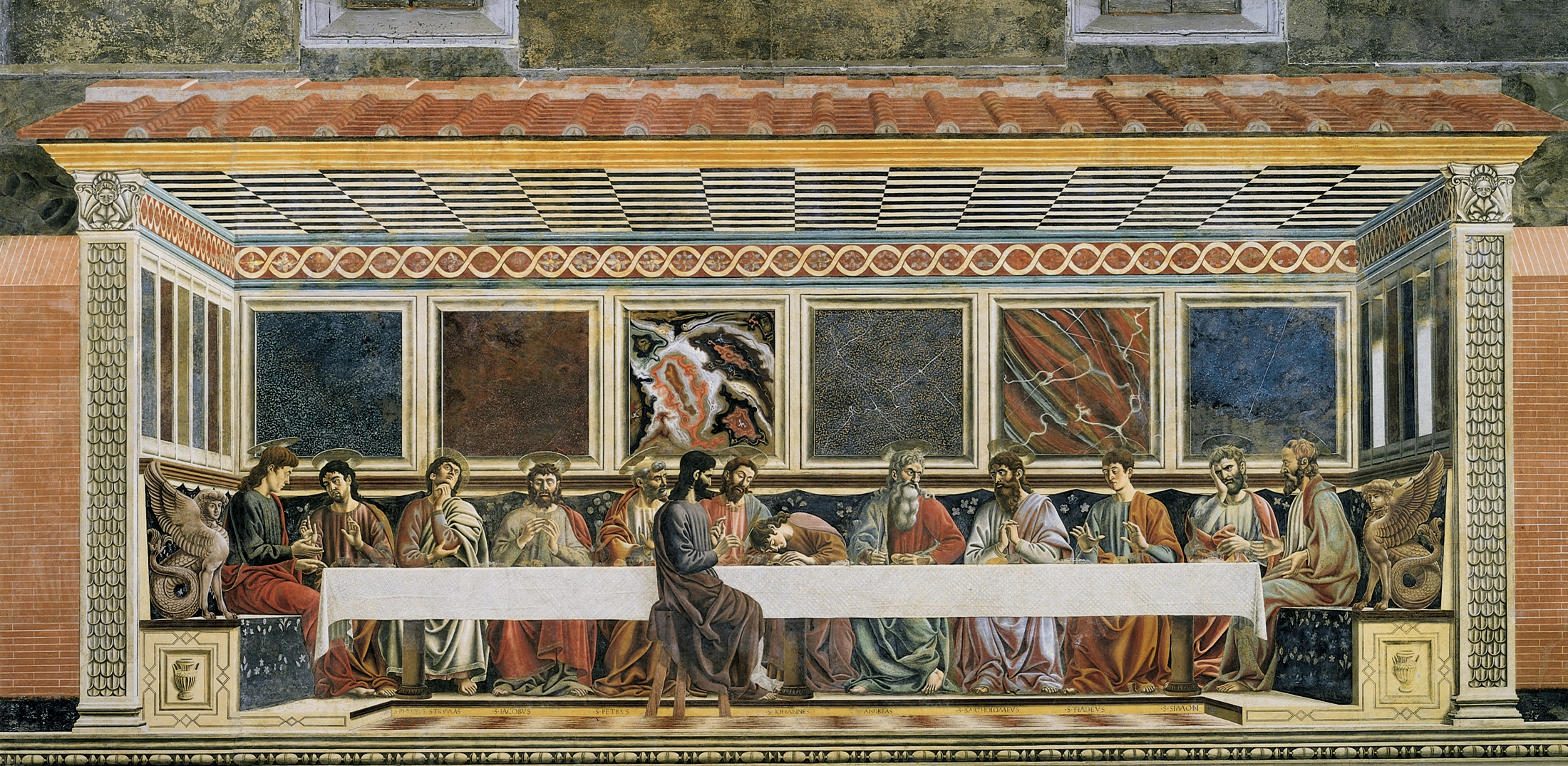
《最后的晚餐 (卡斯塔尼奧)（英语：Last Supper (Castagno)）》是卡斯塔尼奧（英语：Andrea_del_Castagno）於1445-1450年作於意大利佛罗伦萨聖阿波羅尼亞修道院（英语：Sant%27Apollonia）
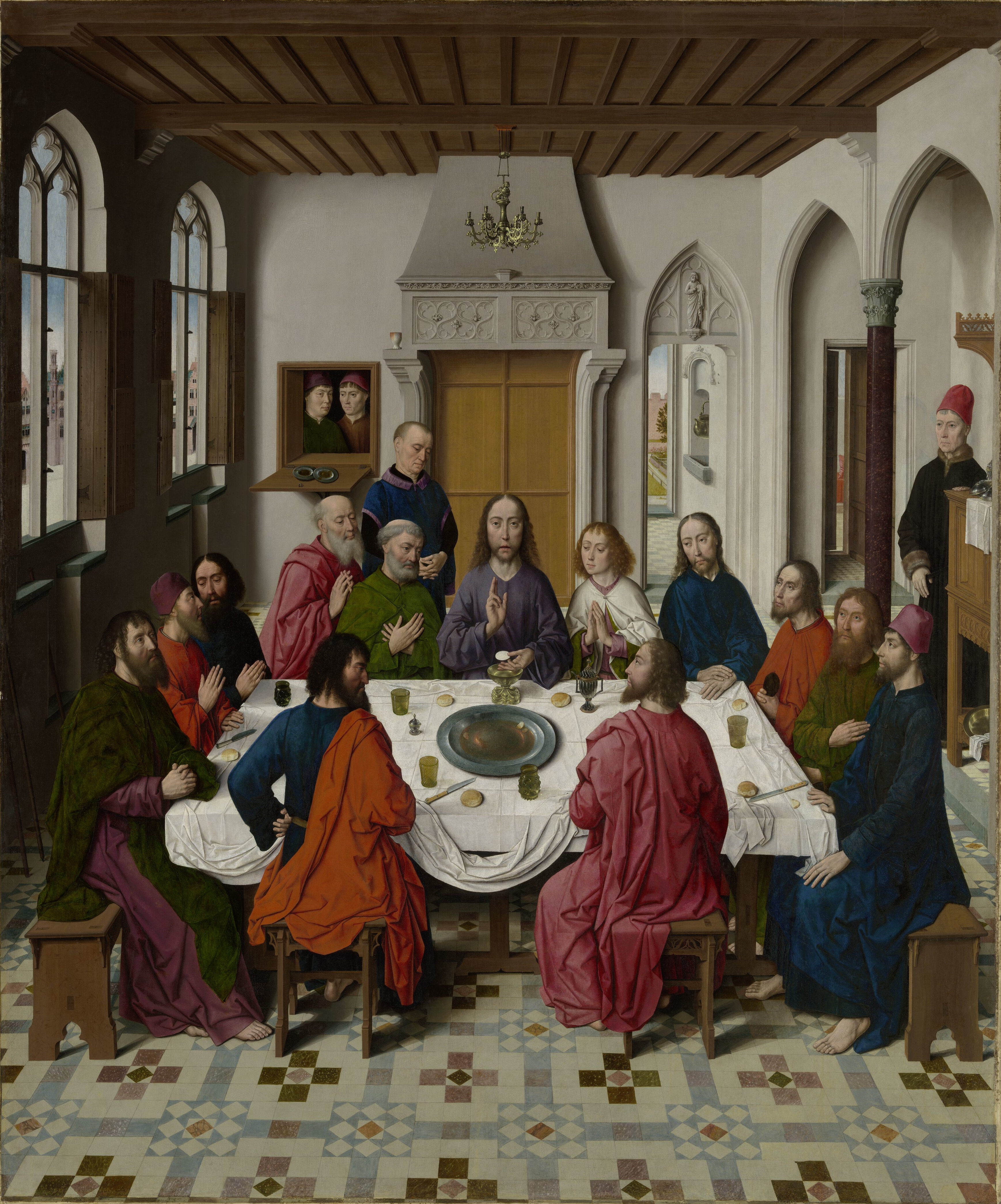
《最后的晚餐 (鮑茨)（英语：Altarpiece_of_the_Holy_Sacrament）》是鮑茨於1464-1468年作於比利时鲁汶圣伯多禄教堂
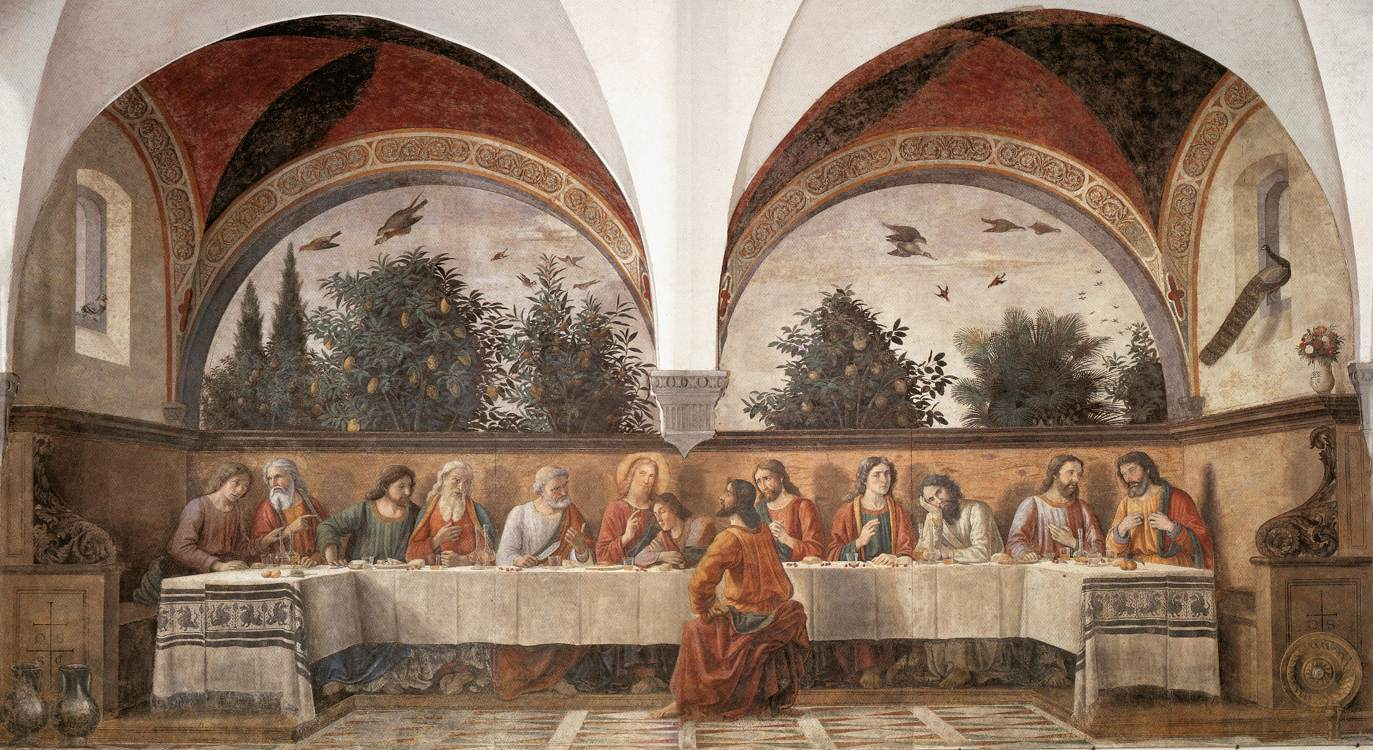
《最后的晚餐 (基蘭達奧)（英语：The_Last_Supper_(Ghirlandaio)）》是基蘭達奧於1480年作於意大利佛罗伦萨佛罗伦萨诸圣教堂
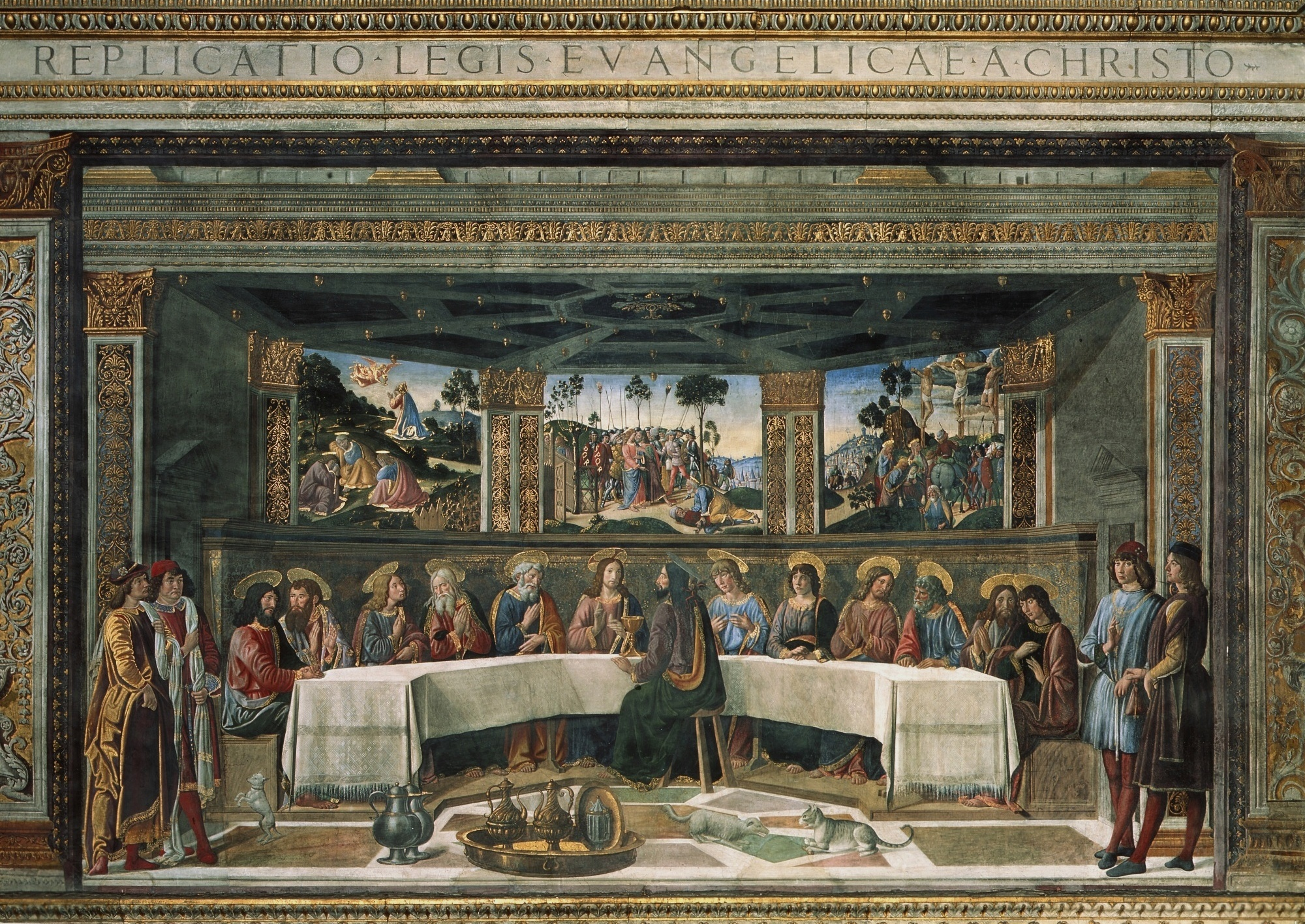
《最后的晚餐_(罗塞利)》是羅塞利於1481-1482年作於梵蒂冈西斯汀小堂
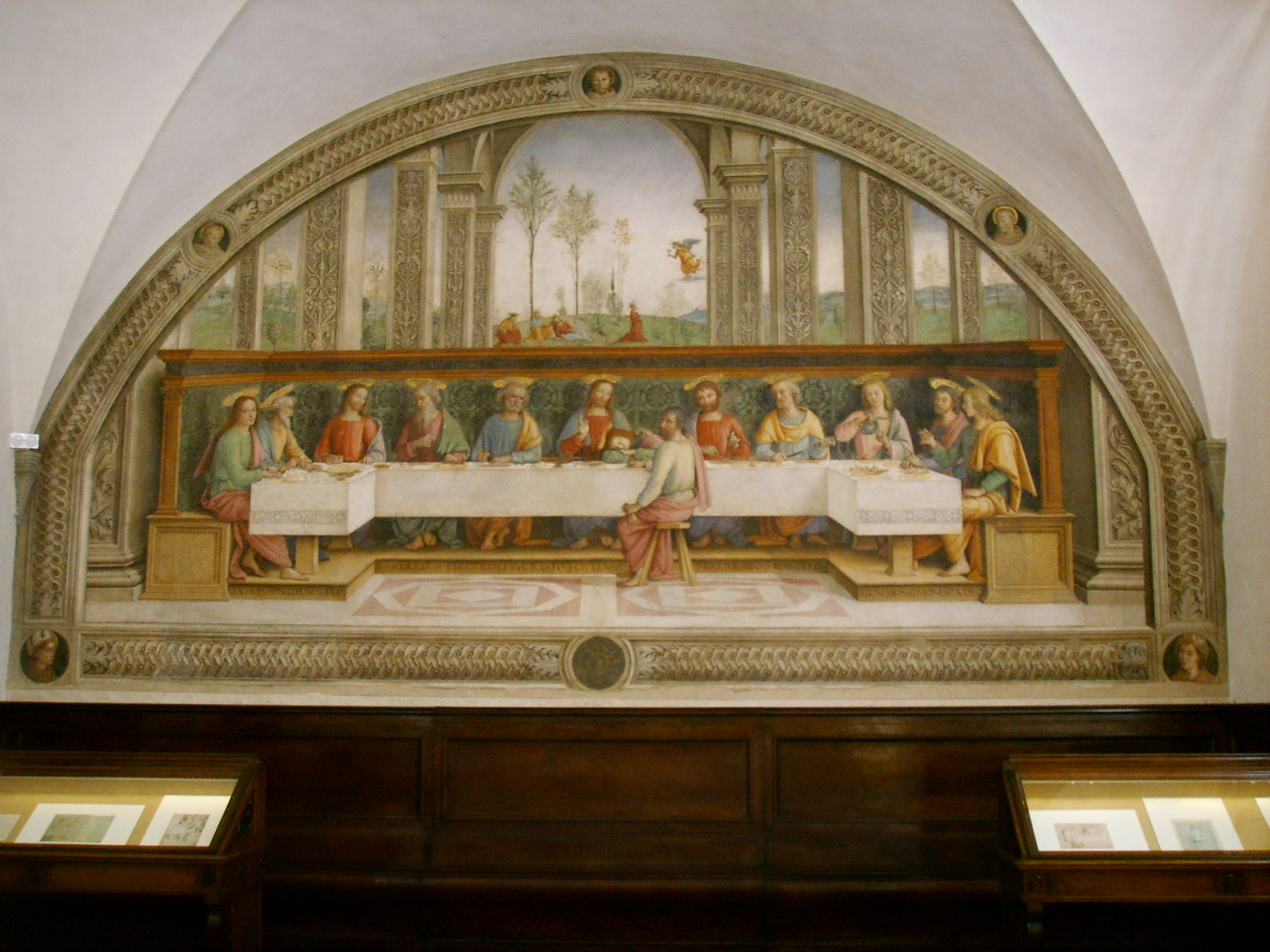
《最后的晚餐 (佩魯吉諾)（英语：Last_Supper_(Perugino)）》是佩魯吉諾於1493-1496年作於意大利佛罗伦萨Fuligno修道院食堂
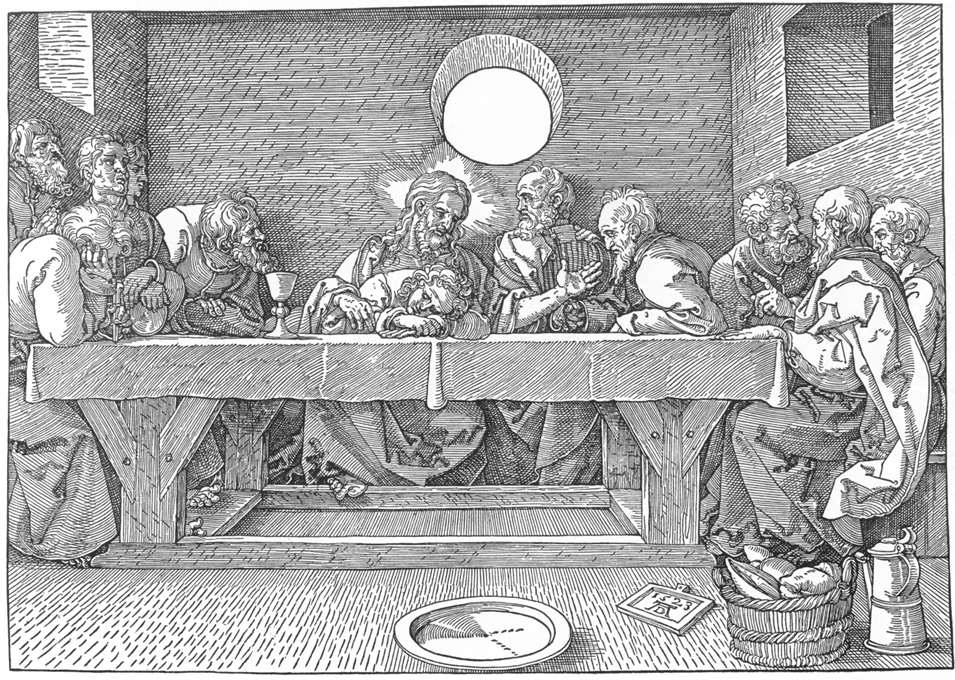
是阿尔布雷希特·丢勒于1523年作于德国纽伦堡。
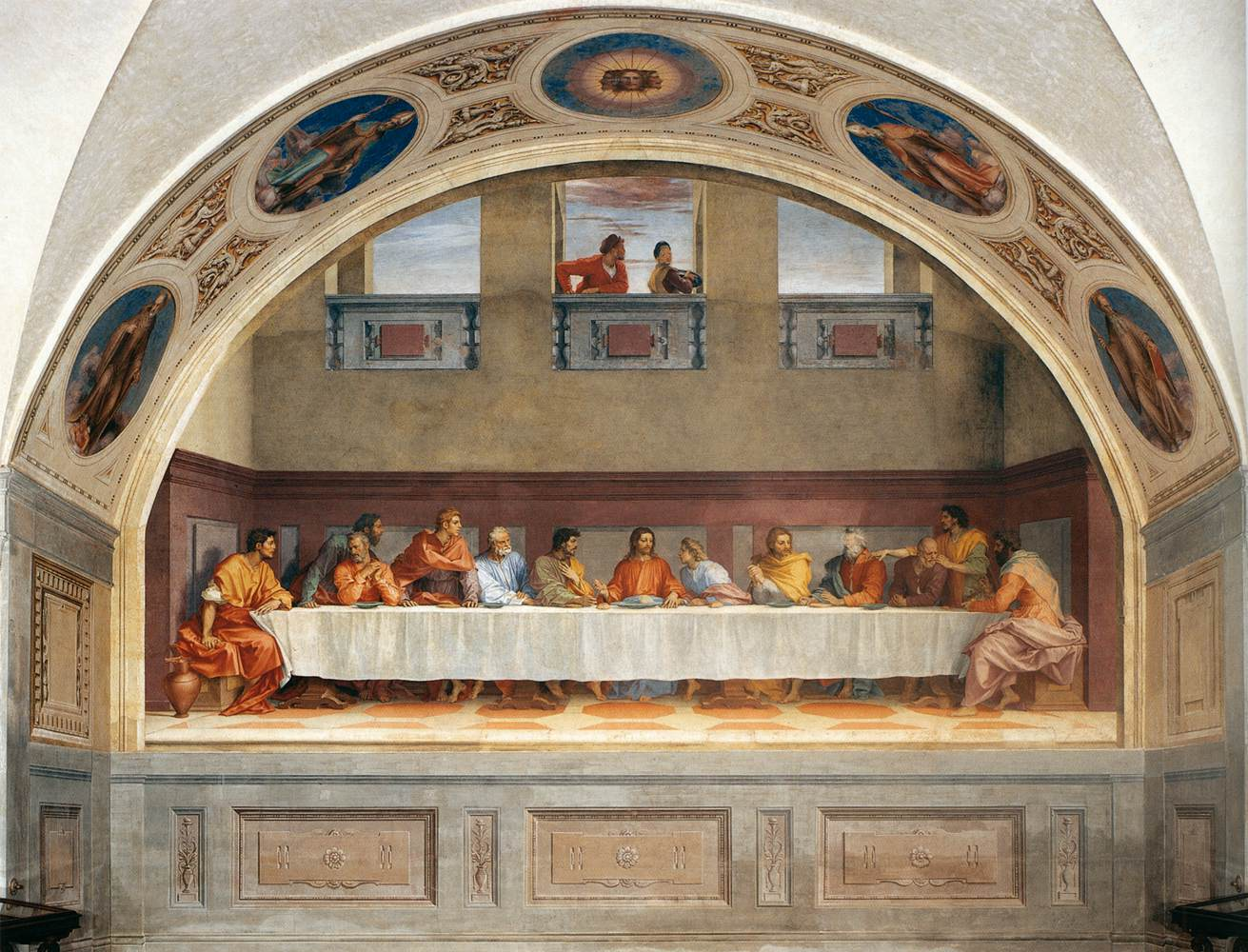
是安德烈亚·德尔·萨尔托於1520-1525年作品。(現存於意大利佛罗伦萨最後的晚餐博物館（意大利语：Museo_del_Cenacolo_di_Andrea_del_Sarto）)
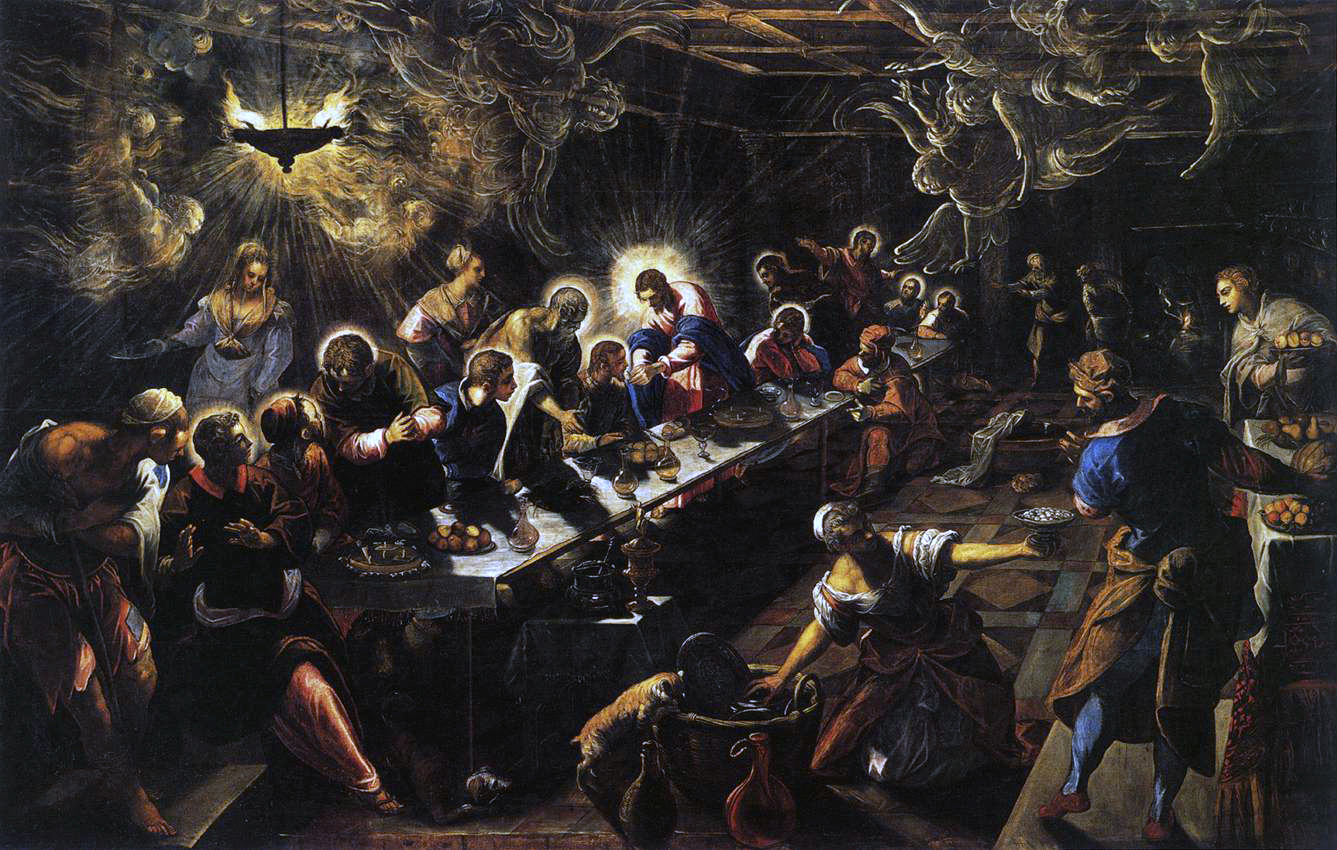
《最后的晚餐_(丁托列托)》是丁托列托於1592-1594年作於威尼斯圣乔治马焦雷圣殿
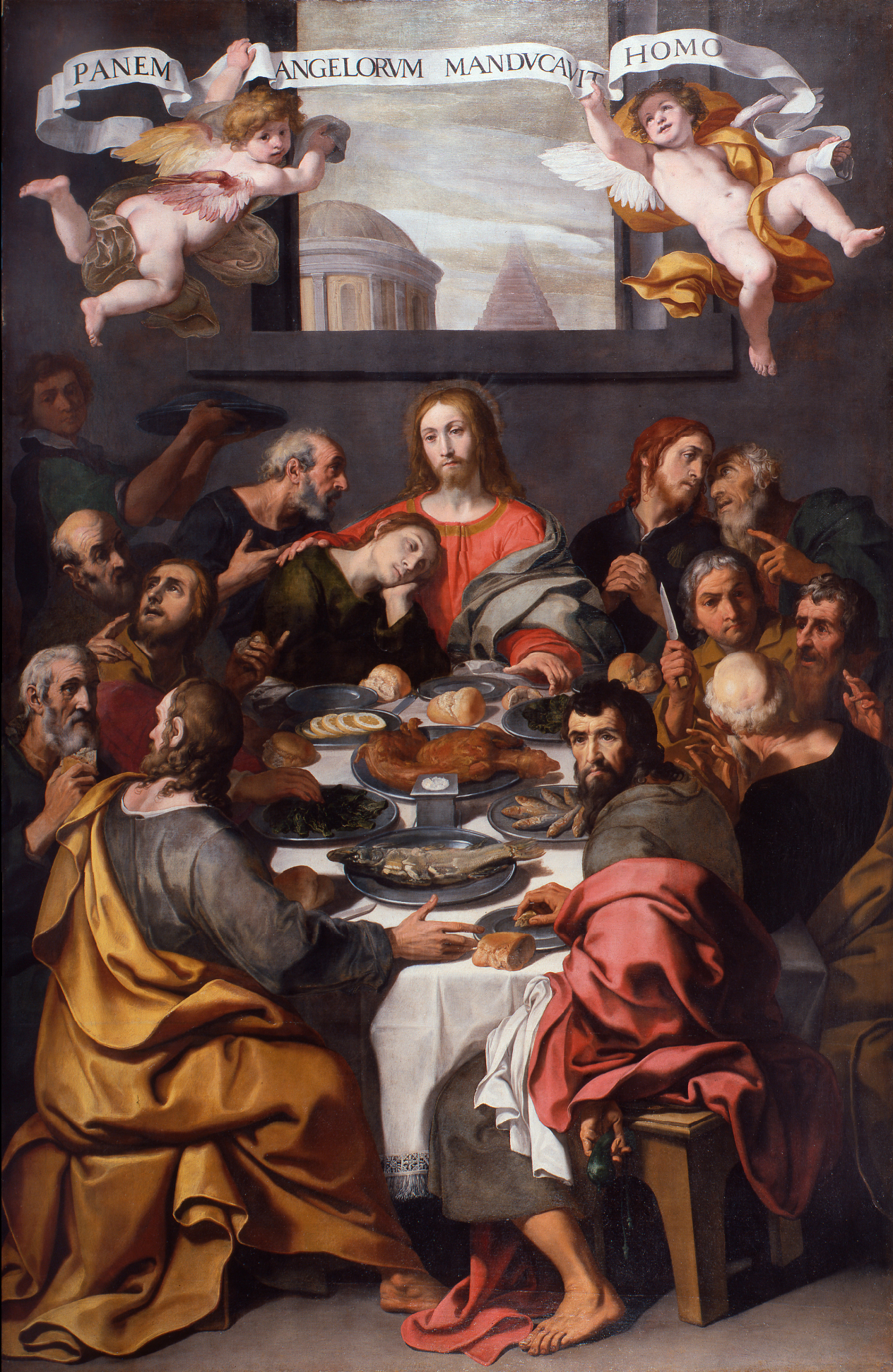
《最后的晚餐 (克雷斯皮)（英语：The_Last_Supper_(Crespi)）》是丹尼爾·克雷斯皮（英语：Daniele Crespi）於1624-1625年作於意大利布里安扎修道院
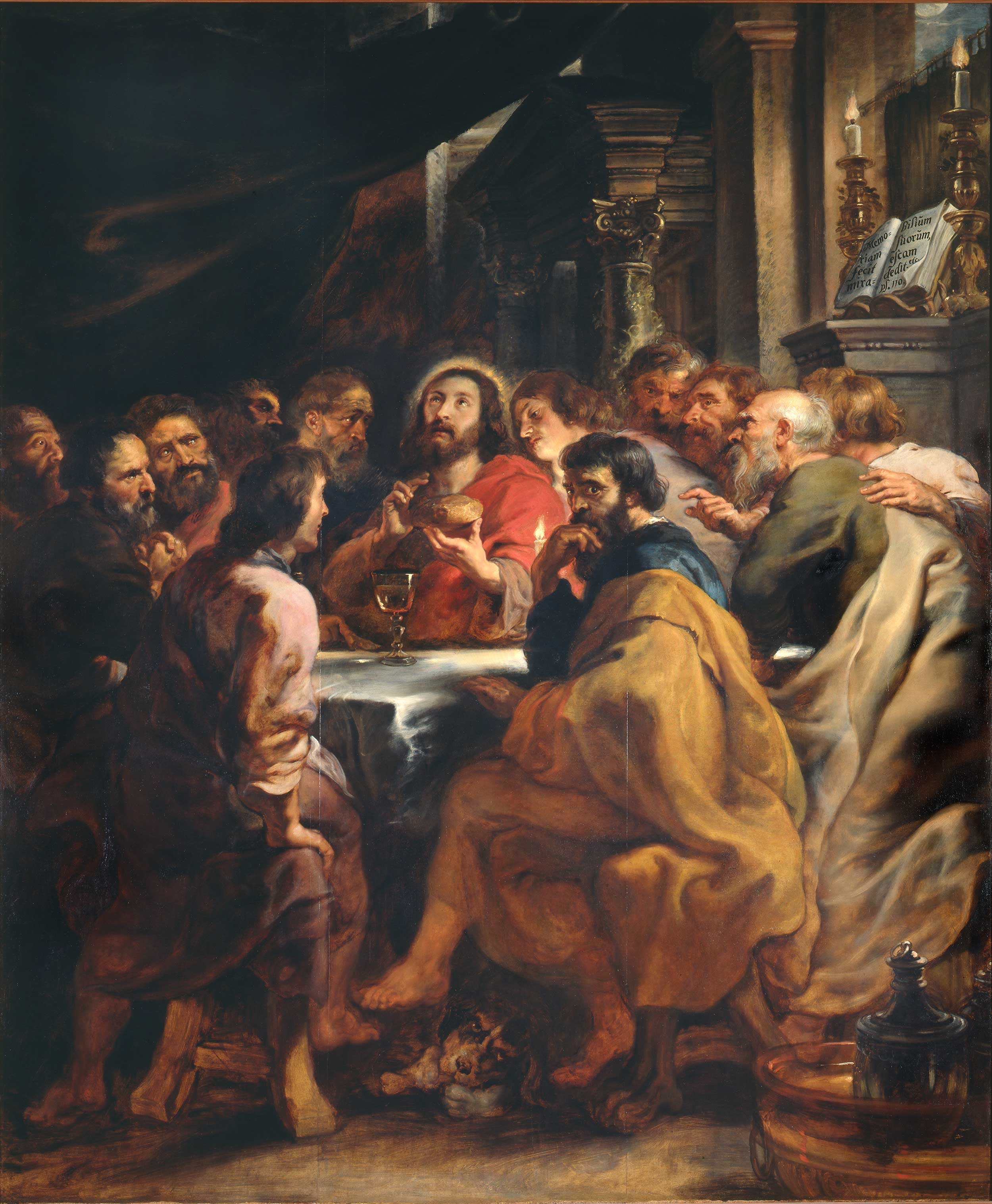
《最后的晚餐 (鲁本斯)》是彼得·保罗·鲁本斯於1630-1631年作於意大利米蘭布雷拉画廊
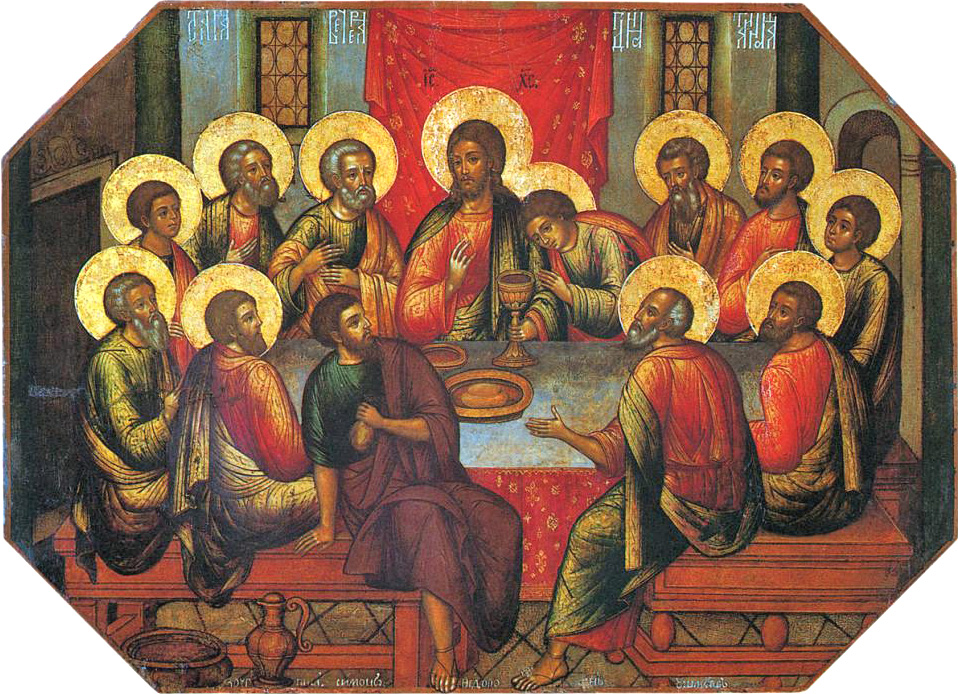
最後的晚餐中，與耶稣同坐的十二使徒。头上没有光环的是出卖耶稣的加略人犹大。光環的形象表示他們被視為聖人，可在其肖像上以光環標記。（西蒙·乌沙科夫（英语：Simon Ushakov）作於1685年, 現存於莫斯科Sergiev Posad修道院

- 《最后的晚餐 (皮薩尼)（英语：The Last Supper (Pisani)）》 是拉扎羅·皮薩尼（英语：Lazzaro Pisani）於1917作於马耳他戈佐岛科珀斯克里斯蒂教堂（英语：Corpus_Christi_Church,_Għasri）